# John Nicolson
John Nicolson (ur. 1961 w Glasgow) – szkocki dziennikarz i polityk, członek Szkockiej Partii Narodowej. Od 2019 roku poseł do Izby Gmin z okręgu Ochil and South Perthshire.

## Życiorys
Urodził się w 1961 roku w Glasgow. Ukończył literaturę angielską i politykę na University of Glasgow, a następnie studiował w USA na Uniwersytecie Harvarda. Pisał przemówienia dla amerykańskiego senatora Daniela Patricka Moynihana.
Zanim został wybrany do Izby Gmin, był prezenterem radiowym i telewizyjnym. Pracował dla BBC i ITV. W 2007 roku zagrał samego siebie w filmie The Trial of Tony Blair.
Jest jawnym gejem.
W 2015 roku został wybrany posłem do Izby Gmin z okręgu East Dunbartonshire. Nie uzyskał reelekcji w tymże okręgu w 2017 roku. Został ponownie wybrany posłem do Izby Gmin z okręgu Ochil and South Perthshire w 2019 roku. W wyborach w 2024 bezskutecznie kandydował z nowo utworzonego okręgu Alloa and Grangemouth.